# Karl-Heinz Bablok
Karl-Heinz Bablok (* 1956) ist ein deutscher Industriemeister und Hobby-Imker aus Kaisheim.

## Leben
Bablok ist Industriemeister-Metall bei BMW in München. Privat betätigt er sich seit etwa 1990 als Imker und besitzt 20 Bienenvölker mit etwa 1 Million Honigbienen. Er errang Beachtung durch mehrere gerichtliche Erfolge bis auf Ebene des Europäischen Gerichtshofes (dortiges Urteil am 6. September 2011) gegen den Anbau von Gen-Mais der Firma Monsanto und der dadurch erfolgten Kontamination seines Honigs durch genveränderte Pollen. Die Prozesse liefen seit etwa 2002.
Bablok wurde am 27. Oktober 2011 im Bayerischen Landtag durch die Partei Bündnis 90/Die Grünen, vertreten durch Renate Künast und Theresa Schopper, mit dem Sepp-Daxenberger-Preis ausgezeichnet.
Im Jahr 2008 kandidierte Bablok erfolglos sowohl für die Wahl des ersten Bürgermeisters von Kaisheim am 2. März als auch für die Partei Bündnis 90/Die Grünen im Kreistag des Landkreises Donau-Ries. Seit 2008 ist er Mitglied im Marktgemeinderat von Kaisheim.